# Wohn- und Wirtschaftsgebäude Moorhauser Landstraße 27
Das Wohn- und Wirtschaftsgebäude Moorhauser Landstraße 27 in der niedersächsischen Gemeinde Lilienthal-Moorhausen im Landkreis Osterholz stammt aus dem frühen 19. Jahrhundert. Aktuell (2025) wird es auch zum Wohnen genutzt.
Das Gebäude steht unter Denkmalschutz (siehe auch Liste der Baudenkmale in Lilienthal).

## Geschichte und Beschreibung
Lilienthal geht auf die Gründung des Klosters Lilienthal im 13. Jahrhundert zurück. Der Ortsteil Moorhausen liegt am südlichen Rand des Königsmoores.
Das eingeschossige traufständige Gebäude als Zweiständer-Hallenhaus in Fachwerk mit Steinausfachungen, ziegelgedecktem Krüppelwalmdach und Grooter Door mit Korbbogen wurde 1825 für „Johann Meyerdircks u.s. Ehefrau Adelheit“ (Inschrift) gebaut. Das Haus hat einen Flettdielengrundriss (Flett=Küche).
Das Landesdenkmalamt befand u. a.: „… typisches Hallenhaus in Zweiständerkonstruktion …“